# Ben (песня)
«Ben» — песня американского музыканта Майкла Джексона. Первый и единственный сингл из его второго студийного альбома Ben. Был выпущен 12 июля 1972 года на лейбле Motown Records. Композиция, написанная Доном Блэком и Уолтером Шарфом, стала саундтреком к одноимённому фильму ужасов. Вне контекста ленты песня повествует о дружбе и доверии.
«Ben» стал первым синглом в сольной карьере Майкла Джексона, занявшим первую строчку в американском чарте Billboard Hot 100, на тот момент певцу было 14 лет. В 1973 году композиция получила «Золотой глобус» и была номинирована на «Оскар» в категории «Лучшая песня к фильму».

## История создания
Композитор Уолтер Шарф попросил Дона Блэка написать слова к песне для саундтрека к фильму ужасов «Бен» 1972 года. Главный герой фильма — очень больной мальчик по имени Дэнни. В его комнату пробралась дружелюбная крыса — Бен. Дэнни полюбил её, для него она стала кем-то вроде плюшевого мишки. «Я подумал: пусть это будет песня о дружбе, а не о сыре и мышеловках», — вспоминал Блэк. В тексте композиции не упоминается о том, что Бен крыса, поэтому вне контекста фильма песня повествует о дружбе и доверии. «Ben» представляет собой композицию умеренного темпа, написанную в тональности фа мажор. В фильме она звучит в исполнении главного героя, однако продюсеры ленты искали того, кто перезапишет её в качестве главной темы и привлечёт больше внимания.
Изначально песня предназначалась Донни Осмонду, однако певец был на гастролях и не мог записать композицию. Тогда «Ben» предложили исполнить 13-летнему Майклу Джексону. По словам Блэка, когда певец узнал, что ему предстоит записать эту песню, он был очень взволнован: «Джексон очень любил животных, интересовался всем, что ползало и летало». Запись состоялась в январе 1972 года. По словам певца, было записано две версии композиции: для его сольного альбома и для саундтрека к фильму. Прозвучавшая в фильме версия остаётся официально не выпущенной. В одном из интервью в 1995 году Джексон рассказал, что считает «Ben» одной из своих самых любимых старых песен.

## Выпуск сингла и реакция критиков
«Ben» была выпущена синглом 12 июля 1972 года на 7-дюймовых виниловых пластинках. Она стала первым сольным синглом Джексона № 1 в американском чарте Billboard Hot 100. Певец на тот момент ещё являлся солистом The Jackson 5 и, таким образом, стал первым сольным артистом, одновременно продолжавшим карьеру в группе, добравшимся до вершины чарта.
Рецензенты портала AllMusic писали: «Чувственное прочтение текста песни Джексоном не менее чем поразительно». Критики отметили «красивую аранжировку струнных, приглушённые инструментальные партии и бэк-вокал в стиле колыбельных Уолта Диснея». «Несмотря на юный возраст Джексон исполняет „Ben“ с такой серьёзностью, о какой многим взрослым исполнителям остаётся только мечтать», — написала обозреватель портала SoulBounce.com. Композиция получила «Золотой глобус» и номинирована на «Оскар» в категории «Лучшая песня к фильму».

## Концертные исполнения
1 июля 1972 года Джексон впервые исполнил «Ben» на шоу Дика Кларка American Bandstand. В том же году песня прозвучала ещё в нескольких телепрограммах: The Sonny & Cher Comedy Hour, Soul Train и специальной передаче, посвящённой The Jackson 5. В марте 1973 года Джексон исполнил композицию на 45-й церемонии вручения кинопремии «Оскар». В 1976 году «Ben» прозвучала в варьете The Jacksons, транслировавшемся на телеканале CBS.
Исполнялась на концертах туров группы The Jacksons Destiny World Tour (1979—1980 гг.) и Triumph Tour (1981 г.). Аудиозапись с одного из шоу тура Triumph в 1981 году вошла в концертный альбом The Jacksons Live!. В последний раз фрагмент песни исполнялся на концертах турне группы The Jacksons Victory (1984 г.): певец останавливал музыкантов, и начинала звучать другая композиция — «Human Nature».

## Список композиций
- 7" (номер в каталоге Motown Records — M 1207F)[26]

| №  | Название | Длительность |
| -- | -------- | ------------ |
| 1. | «Ben»    | 2:42         |

| №  | Название                    | Длительность |
| -- | --------------------------- | ------------ |
| 2. | «You Can Cry on My Shouder» | 2:28         |

- 7" (номер в каталоге Motown Records — Y 555F)[27]

| №  | Название | Длительность |
| -- | -------- | ------------ |
| 1. | «Ben»    | 2:42         |

| №  | Название                   | Длительность |
| -- | -------------------------- | ------------ |
| 2. | «I Wanna Be Where You Are» | 2:58         |

## Участники записи
- Майкл Джексон — вокал
- Дон Блэк — текст
- Уолтер Шарф — музыка
- Чак Рейни[англ.] — бас-гитара
- The Corporation[англ.] — аранжировка

## Саундтреки
| Год     | Фильм/Постановка                         | Альбом   | Источник |
| ------- | ---------------------------------------- | -------- | -------- |
| 1972    | «Бен»                                    | —        | [ 28 ]   |
| 1988    | «Лунная походка»                         | —        | [ 29 ]   |
| 1991    | «Симпсоны» (эпизод «Stark Raving Dad»)   | —        | [ 14 ]   |
| 2011—14 | Michael Jackson: The Immortal World Tour | Immortal | [ 30 ]   |
| 2013    | «Скандал» (эпизод «YOLO»)                | —        | [ 31 ]   |

## Награды и номинации
| Год  | Награда        | Категория             | Результат | Источник |
| ---- | -------------- | --------------------- | --------- | -------- |
| 1973 | Золотой глобус | Лучшая песня к фильму | Победа    | [ 19 ]   |
| 1973 | Оскар          | Лучшая песня к фильму | Номинация | [ 20 ]   |

## Позиции в хит-парадах
| Чарт (1972)              | Высшая позиция |
| ------------------------ | -------------- |
| Австралия                | 1              |
| Великобритания           | 7              |
| / Бельгия (Фландрия)     | 7              |
| Ирландия                 | 15             |
| Нидерланды               | 2              |
| США (Hot 100)            | 1              |
| США (R&B/Hip-Hop Songs)  | 5              |
| США (Adult Contemporary) | 3              |
| ЮАР                      | 14             |
| Чарт (2009)              | Высшая позиция |
| Австралия                | 14             |
| / Бельгия (Фландрия)     | 10             |
| Ирландия                 | 24             |
| Канада                   | 6              |
| Нидерланды               | 6              |

| Хит-парад (1972)                       | Позиция |
| -------------------------------------- | ------- |
| США (Billboard Easy Listening Singles) | 41      |
| США (Billboard Top Soul Singles)       | 30      |
| США (Billboard Top Pop 100 Singles)    | 20      |